# Dicranomyia moesta
Dicranomyia moesta là một loài ruồi trong họ Limoniidae. Chúng phân bố ở miền Australasia.